# Инверницци, Джованни (футболист, 1931)
Джованни Инверницци (итальянское произношение: [dʒoˈvanni iɱverˈnittsi]; 26 августа 1931 — 28 февраля 2005) — итальянский футболист и тренер.

## Карьера
Родился в Альбайрате в семье промышленников из Пастуро-ин-Вальсассина. С 1945 году занимался в академии «Интернационале», талант полузащитника раскрыл Карло Каркано. 30 апреля 1950 года в матче против Ювентуса он дебютировал за «Интернационале». Не закрепившись в основном составе, был арендован клубами «Дженоа», «Триестина», «Удинезе».
В начале сезона 1954/1955 годов вернулся в стартовый состав «нерадзурри» и был продан вскоре после прихода в клуб Эленио Эррера.

## Национальная сборная
15 января 1958 года дебютировал за сборную Италии в матче квалификации чемпионата Европы против Северной Ирландии, отыграл полный матч.

## Достижения

### Тренер
«Интернационале»
- Чемпион Италии: 1970/71